# Gare de Rouen Rive Droite
Gare de Rouen Rive Droite – stacja kolejowa w Rouen, w regionie Normandia, we Francji. Znajdują się tu 3 perony.